# Vicolo delle Vacche
Vicolo delle Vacche è un vicolo situato a Roma nel rione Ponte, compreso tra Piazza del Fico e Via della Vetrina.

## Descrizione
La strada deve il nome ad un vaccaro che qui aveva la propria stalla dove vendeva il latte alla fine del XVI secolo. La strada fu nota anche come Vicolo del Fico.

## Dintorni
Chiese nelle vicinanze
- Sant'Agnese in Agone
- Santa Maria dell'Anima
- Santa Maria della Pace
- Santa Maria in Vallicella
- San Salvatore in Lauro
- Profeta San Simeone
- Santi Simone e Giuda

Strade e vicoli
- Via Coronari
- Via del Governo Vecchio
- Via Monte Giordano
- Vicolo della Volpe

## Galleria d'immagini
| - Segnale stradale. - Vicolo delle Vacche su una mappa di Roma dell'anno 2017. |